# Zenon Baranowski
Zenon Franciszek Baranowski (ur. 21 listopada 1930 w Swarzędzu, zm. 10 października 1980 w Poznaniu) – polski lekkoatleta, olimpijczyk.

## Osiągnięcia
Był sprinterem. Czterokrotnie zdobywał mistrzostwo Polski: w biegu na 100 metrów w 1953 i 1954 oraz w biegu na 200 metrów w 1953 i 1957. Startował w 19 meczach polskiej reprezentacji odnosząc 2 zwycięstwa indywidualne.
Wystąpił na igrzyskach olimpijskich w 1956 w Melbourne w sztafecie 4 × 100 metrów, która zajęła 6. miejsce w finale (razem z Baranowskim biegli Marian Foik, Janusz Jarzembowski i Edward Szmidt). Startował także w mistrzostwach Europy w 1958 w Sztokholmie, również w sztafecie 4 × 100 metrów, która odpadła w eliminacjach. Zdobył brązowy medal w biegu na 200 metrów podczas Akademickich Mistrzostw Świata w 1954 w Budapeszcie oraz srebrny w sztafecie 4 × 100 metrów na tych samych mistrzostwach. Ustanawiał rekordy Polski na 100 metrów i w sztafecie 4 × 100 metrów.
Był zawodnikiem Gwardii Warszawa (1952-1953), Gwardii Poznań (1954-1955) oraz Olimpii Poznań (1957-1961). Z wykształcenia był stolarzem.

## Rekordy życiowe
- bieg na 100 metrów – 10,3 s. (7 czerwca 1958, Szczecin)
- bieg na 200 metrów – 21,4 s. (11 września 1955, Budapeszt)